# Blondie (musikalbum)
Blondie är den amerikanska new wave-gruppen Blondies debutalbum, utgivet 1976 på Private Stock Records. Efter dåliga försäljningssiffror såldes deras kontrakt till Chrysalis Records, som återutgav albumet 1977.

## Låtlista
1. "X Offender" - 3:14
2. "Little Girl Lies" - 2:07
3. "In the Flesh" - 2:32
4. "Look Good in Blue" - 2:55
5. "In the Sun" - 2:40
6. "A Shark in Jet's Clothing" - 3:39
7. "Man Overboard" - 3:21
8. "Rip Her to Shreds" - 3:22
9. "Rifle Range" - 3:41
10. "Kung Fu Girls" - 2:32
11. "The Attack of the Giant Ants" - 3:24
Bonusspår på 2001 års cd-utgåva
12. "Out in the Streets" - 2:20
13. "The Thin Line" - 2:16
14. "Platinum Blonde" - 2:12
15. "X Offender" - 3:13
16. "In the Sun" - 2:38